# Chiesa di San Silvestro (Chiaverano)
La chiesa di San Silvestro è la parrocchiale di Chiaverano, in città metropolitana di Torino e diocesi di Ivrea; fa parte della vicaria urbana.

## Storia
La prima costruzione della chiesa risale al XIII secolo. Originariamente di dimensioni modeste, la chiesa venne ampliata nel XVII e nel XVIII secolo.
Dopo essere stata saccheggiata dai francesi, la chiesa venne ricostruita a partire dal 1741 e completata nel 1744. Venne in seguito arricchita da un alto campanile in pietra, ultimato nel 1764. In origine, era dotata di una cupola in legno, ma questa fu distrutta da un incendio nel 1834 e successivamente sostituita da una copertura in muratura nel 1848.

## Descrizione
Sulla porta principale della chiesa sono raffigurati i principali patroni di Chiaverano: San Silvestro e Santa Teodora. Un affresco tardo-trecentesco raffigurante una Madonna con Bambino tra Santi è collocato nella lunetta esterna del piccolo loggiato della chiesa.
L'alto campanile della chiesa raggiunge un'altezza di 65 metri.

## Galleria d'immagini

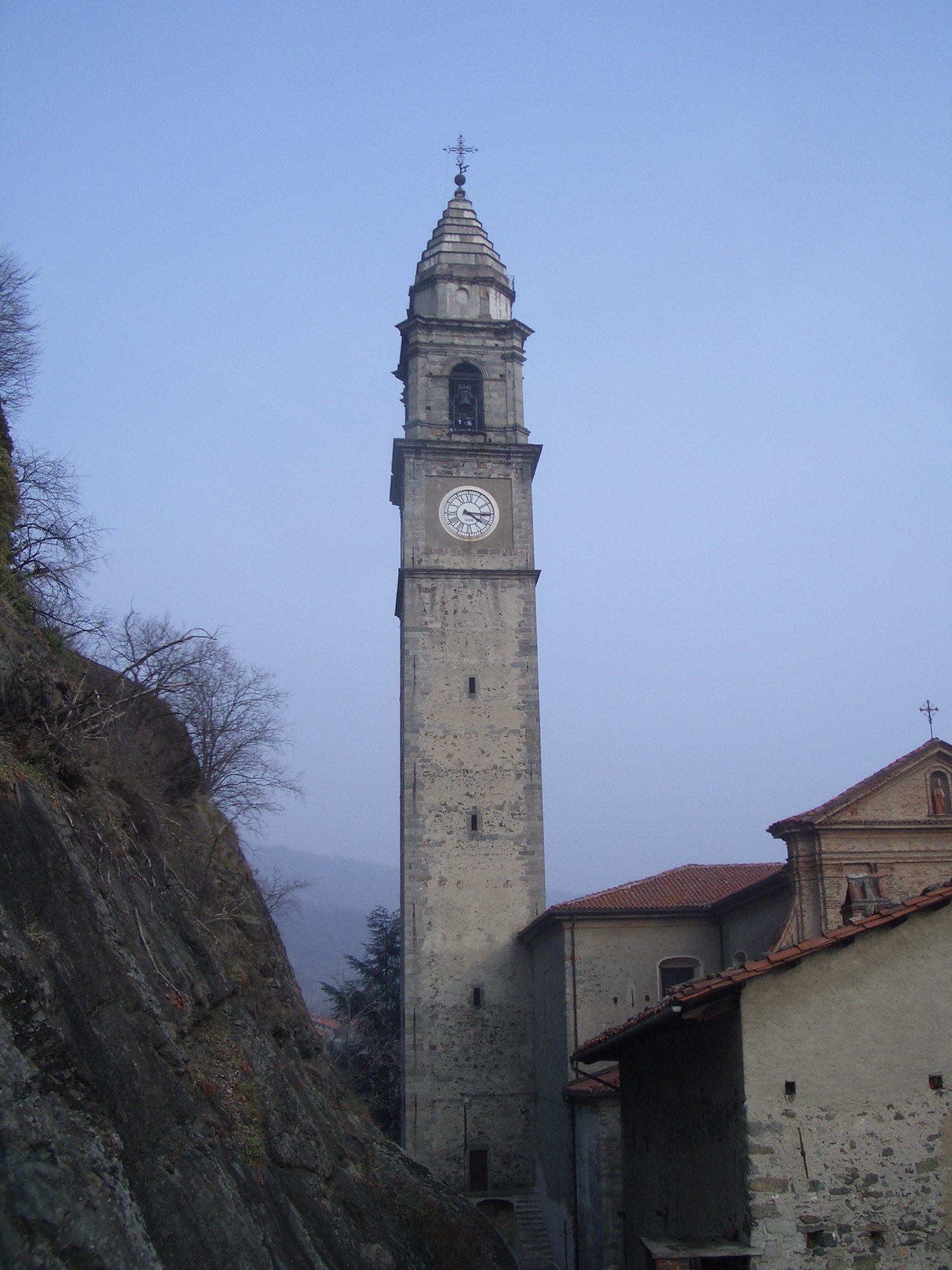
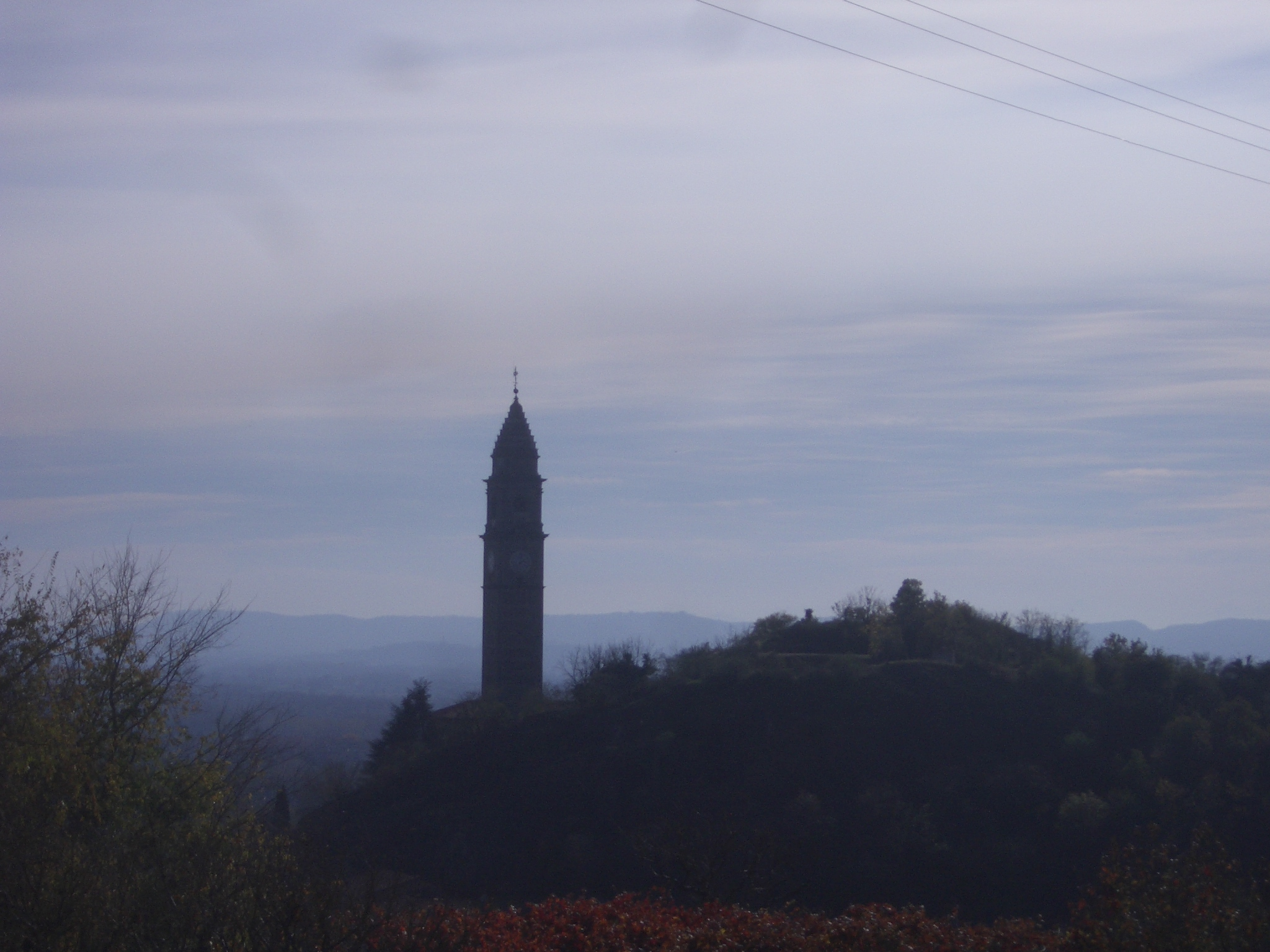
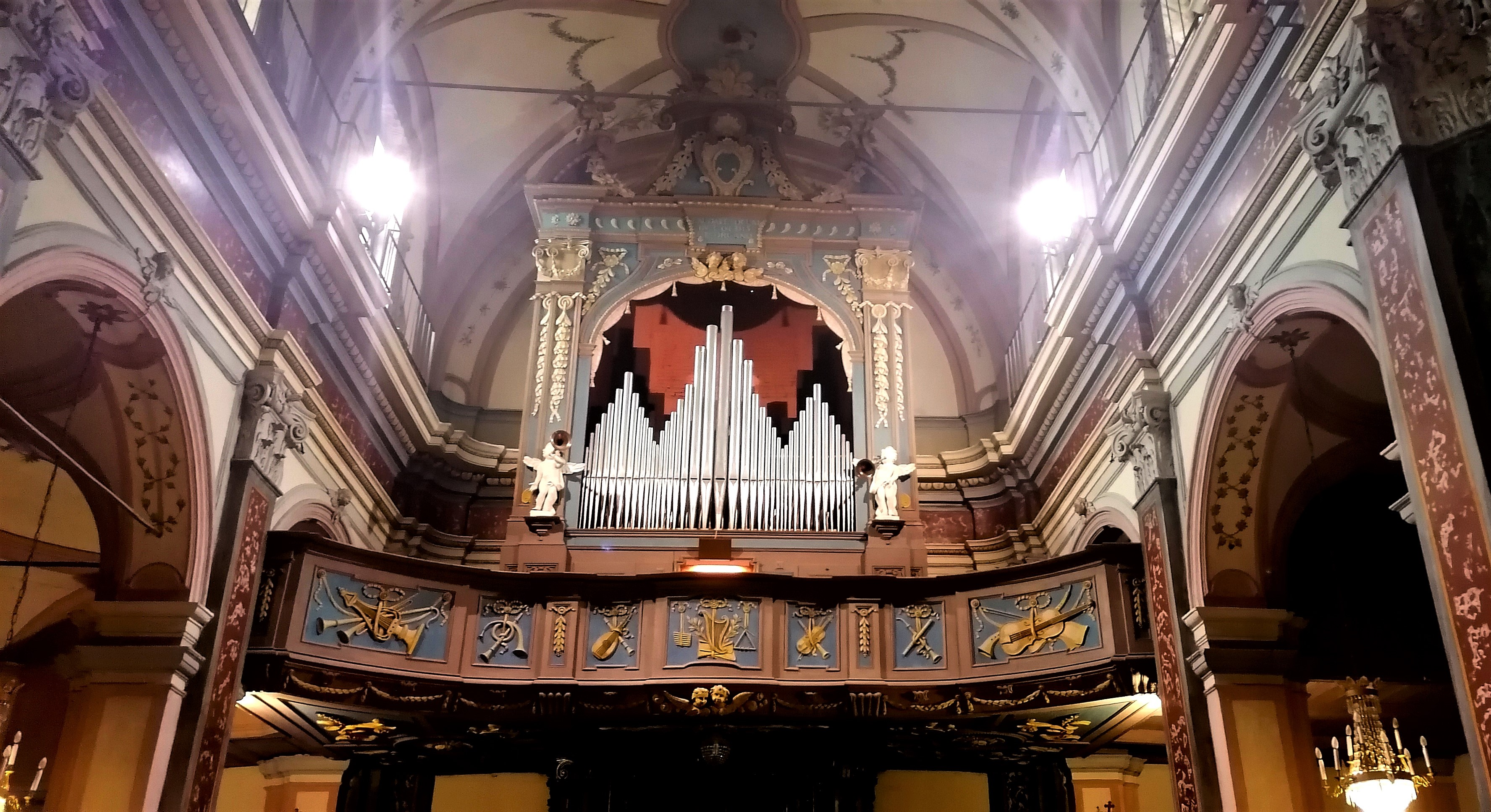